# Arjeplogs socken
Arjeplogs socken ligger i svenska Lappland och motsvarar området som sedan 1971 utgör Arjeplogs kommun och från 2016 Arjeplogs distrikt.
Socknens areal var den 1 januari 1961 14 630,86 kvadratkilometer, varav 12 944,95 km² land. År 2000 fanns här 3 455 invånare. Tätorten Laisvall samt tätorten och kyrkbyn Arjeplog med sockenkyrkan Arjeplogs kyrka ligger i socknen.

## Administrativ historik
Arjeplogs socken bildades 24 september 1640, samtidigt som Arvidsjaurs socken, Silbojokks församling och Nasafjälls församling.
När 1862 års kommunreform genomfördes i Lappland 1874 överfördes ansvaret för de kyrkliga frågorna till Arjeplogs församling och för de borgerliga frågorna till Arjeplogs landskommun. Landskommunen ombildades 1971 till Arjeplogs kommun.
År 1947 överfördes de till Arjeplog tillhörande delarna av Gullö by, samt hemmanet Sandudden till Arvidsjaurs socken. Området hade 71 invånare och en areal av 41,06 kvadratkilometer, varav 28,46 land.
1 januari 2016 inrättades distriktet Arjeplog, med samma omfattning som socknen och kommunen.
Socknen har tillhört fögderier, tingslag och domsagor enligt vad som beskrivs i artikeln Lappland.

## Geografi
Arjeplogs socken ligger kring Hornavan, Storavan och Uddjaur samt Piteälven, Laisälven och Skellefteälven. Socknen är i öster skogsbygd och i övrigt en högfjällsbygd med höjder som i Sulitelma når över 1 869 meter över havet.

## Fornlämningar
Cirka 300 boplatser från stenåldern är funna. Över 650 fångstgropar har påträffats.

## Namnet
Namnet, tidigast belagt 1636 som namn på lappbyn Arjeplog och 1640 på kyrko- och marknadsplatsen samt församlingen, är en försvenskning av Árjepluovve. Efterleden är pluovve, 'blöt myr'. Förleden kan antingen vara árjee, 'behov (som skall tillgodoses)' då med tolkningen 'myren där man samlades för att betala skatt' eller hárijje, 'ås'.
Namnet skrevs vid folkräkningen 1890 Arjepluogs socken och vid folkräkningen 1900 Arjeplogs socken.

## Befolkningsutveckling
| Befolkningsutvecklingen i Arjeplogs socken 1750–1990                                                     | Befolkningsutvecklingen i Arjeplogs socken 1750–1990 | Befolkningsutvecklingen i Arjeplogs socken 1750–1990 | Befolkningsutvecklingen i Arjeplogs socken 1750–1990 | Befolkningsutvecklingen i Arjeplogs socken 1750–1990 |
| --- | ---------------------------------------------------- | ---------------------------------------------------- | ---------------------------------------------------- | ---------------------------------------------------- |
| |                                                      |                                                      |                                                      |                                                      |
| År |                                                      |                                                      | Folkmängd                                            |                                                      |
| 1750 | 1750                                                 |                                                      | 742                                                  |                                                      |
| 1760 | 1760                                                 |                                                      | 753                                                  |                                                      |
| 1769 | 1769                                                 |                                                      | 694                                                  |                                                      |
| 1780 | 1780                                                 |                                                      | 736                                                  |                                                      |
| 1790 | 1790                                                 |                                                      | 794                                                  |                                                      |
| 1800 | 1800                                                 |                                                      | 735                                                  |                                                      |
| 1810 | 1810                                                 |                                                      | 757                                                  |                                                      |
| 1820 | 1820                                                 |                                                      | 804                                                  |                                                      |
| 1830 | 1830                                                 |                                                      | 870                                                  |                                                      |
| 1840 | 1840                                                 |                                                      | 945                                                  |                                                      |
| 1850 | 1850                                                 |                                                      | 1 074                                                |                                                      |
| 1860 | 1860                                                 |                                                      | 1 207                                                |                                                      |
| 1870 | 1870                                                 |                                                      | 1 234                                                |                                                      |
| 1880 | 1880                                                 |                                                      | 1 352                                                |                                                      |
| 1890 | 1890                                                 |                                                      | 1 771                                                |                                                      |
| 1900 | 1900                                                 |                                                      | 2 325                                                |                                                      |
| 1910 | 1910                                                 |                                                      | 2 849                                                |                                                      |
| 1920 | 1920                                                 |                                                      | 3 195                                                |                                                      |
| 1930 | 1930                                                 |                                                      | 3 795                                                |                                                      |
| 1940 | 1940                                                 |                                                      | 4 427                                                |                                                      |
| 1950 | 1950                                                 |                                                      | 5 320                                                |                                                      |
| 1960 | 1960                                                 |                                                      | 5 573                                                |                                                      |
| 1970 | 1970                                                 |                                                      | 4 435                                                |                                                      |
| 1980 | 1980                                                 |                                                      | 4 041                                                |                                                      |
| 1990 | 1990                                                 |                                                      | 3 753                                                |                                                      |
| Anm: Källor: Umeå universitet - Tabellverket 1749-1859, Demografiska databasen, CEDAR, Umeå universitet. |                                                      |                                                      |                                                      |                                                      |

### Språk och etnicitet
Nedanstående siffror är tagna från SCB:s folkräkning 1900 och visar inte medborgarskap utan de som SCB ansåg vara av "finsk, svensk eller lapsk stam".
| Årtal | Svenskar | Finnar | Samer | Totalt |
| ----- | -------- | ------ | ----- | ------ |
| 1860  | 677      | 0      | 530   | 1 207  |
| 1870  | 757      | 0      | 477   | 1 234  |
| 1880  | 974      | 0      | 378   | 1 352  |
| 1890  | 1 243    | 2      | 526   | 1 771  |
| 1900  | 1 749    | 17     | 559   | 2 325  |